# Барух Бенасерраф
Барух Бенасерраф (ісп. Baruj Benacerraf; 29 жовтня 1920, Каракас, Венесуела — 2 серпня 2011, Бостон) — американський лікар-імунолог, який народився у Венесуелі. Лауреат Нобелівської премії з фізіології або медицини 1980 року за відкриття головного комплексу гістосумісності, групи генів, що відповідають за розпізнавання чужорідних речовин та розвиток імунної відповіді. Отримав премію разом з Жаном Доссе та Джорджем Снеллом.

## Біографія
Барух Бенасерраф народився 29 жовтня 1920 року в Каракасі в забезпеченій іспано-єврейській родині. Коли йому виповнилося 5 років, сім'я переїхала до Парижу, де залишалася аж до Другої світової війни. Проте, в 1939 році сім'я знову повернулася до Венесуели. Аби здобути гарну освіту Бенасерраф 1940 року поїхав до Нью-Йорку, де вступив до Колумбійського університету до Школи генеральних досліджень. У 1942 році він закінчив її, здобувши ступінь бакалавра наук та долікарські реквізити для допуску у медичну школу, після цього вступив до Вірджинського медичного коледжу у Ричмонді, штат Вірджинія, і, як всіх медичних студентів того часу, його призвали в армію. Ставши лікарем, Бенасерраф з 1946 року служив 2 роки армійським лікарем у частині, що була розквартирована у Нансі (Франція). 
Після армії вирішив зайнятися науковою діяльністю, зокрема його цікавила імунологія і особливо гіперчутливість, оскільки він сам хворів астмою. Два роки (1948–1949) він пропрацював у нейрологічному інституті при школі лікарів і хірургів Колумбійського університету, де займався імунохімією та імунологією. Після цього він 6 років працював у Госпіталі Бруссе (Париж), вивчаючи ретикуло-ендотеліальну систему (наразі система мононуклеарних фагоцитів), але, урешті-решт, в 1956 році знову повернувся до США. У медичній школі Нью-Йоркського університету Бенасерраф отримав посаду асистента професора патології і вивчав механізм гіперчутливості, а також клітинну і гуморальну гіперчутливість, через короткий час став професором патології. Ці роботи привели до відкриття, за яке він отримав пізніше Нобелівську премію. У 1968 році він отримав посаду директора лабораторії імунології у Національному інституті алергії та інфекційних захворювань в Бетезді (Меріленд), а в 1970 році став завідувачем відділу патології Гарвардського університету, де продовжував займатися імунною відповіддю.
 Був обраний президентом Американської асоціації імунологів в 1973 році, президентом Американського товариства експериментальної біології і медицини в 1974 році, президентом Міжнародного союзу імунологічних товариств в 1980 році, був обраний до Американської академії мистецтв і наук в 1972 році, Національної академії наук США в 1973 році. 
 У 1980 році отримав Нобелівську премію з фізіології або медицини за відкриття HLA системи (історична назва головного комплексу гістосумісності), яка має багато функцій і відповідає, зокрема, за розвиток імунної відповіді організму на чужорідний білок. 
 Був призначений директором (президентом) Онкологічного інституту Дейни—Фарбера у Бостоні в 1980 році і до останнього працював там.